# هوشش‌داران
هوشش‌داران (نام علمی: Eupulmonata) نام یک کلاد از کلاد هام‌شش‌داران است.